# Сотирис Хараламбис
Сотирис Харалампис (на гръцки: Σωτήρης Χαραλάμπης) е революционер и политик от Ахая, който участва в Гръцката революция.

## Биография
Харалампис е роден през 1770 година в Зарухла, Ахея. Той е син на Анастасиос Хараламбис и преди революцията е първенец в Пелопонес. Жени се за Виктория Сисини, сестра на Георгиос Сисинис, и живее в провинция Калаврита.  Посветен е във Филики Етерия. Когато започва революцията, на която той е един от организаторите, е избран от хората на Калаврита за главнокомандващ на местните капитани.
Харалампис се сражава в Саравали, в Пурнарокастро и при обсадата на Патра, като сам издържа войниците си.
Той е избран в Пелопонеския сенат през 1821 година и участва като депутат от епархия Калаврита в Първото народно събрание в Епидавър и Второто национално събрание в Астрос. След Първото събрание той става член на законодателния орган през 1822 г., а след Второто събрание е избран за вицепрезидент в изпълнителния орган. Умира през 1826 г. в Навплио.